# Радця
Ра́дник або заст. ра́дця — історичне поняття, член міського магістрату у містах, наділених магдебурзьким правом. 

## Альтернативні назви
На українських землях під польською і, пізніше, австро-угорською владою відоме також як радний.
В Україні часів Російської імперії на позначення члена місцевого самоврядування вживалася назва гласний.